# Stereo MCs
Stereo MCs er en engelsk alternativ hiphop/acid jazz-gruppe dannet i 1985. Gruppen blev verdenskendt i 1992 med singlen "Connected". Debutalbummet 33-45-78 udkom i 1989 og deres seneste album Double Bubble udkom i 2008.

## Diskografi

### Albums
- The Stereo MCs (EP) (1989) †
- 33-45-78 juli 1989)
- Supernatural (September 1990)
- Connected (October 1992) #2 UK
- DJ-Kicks: Stereo MCs (mixed af the Stereo MCs) (2000)
- Deep Down & Dirty (Stereo MC album) (2001) #17 UK
- Retroactive (2002) (best of opsamlingsalbum)
- Paradise (2005)
- Live at the BBC (2008)
- Double Bubble (2008)[1]
- Emperor´s Nightingale (august, 26., 2011)

† Denne EP blev skrevet, produceret og komponeret af the Stereo MCs og udgivet på Island Records. Sangene kom senere på deres første. Sporene var som følger:
1. "What Is Soul?" (sampled Ben E. King's "What Is Soul?", David Byrne and Brian Eno's "Regiment" and Talking Heads' "Once In A Lifetime")
2. "On 33" (samplet George Clinton's "Atomic Dog" and Deep Purple's "And The Address")
3. "Bring It On"
4. "Neighbourhood"
5. "Gee Street" (sampled Rose Royce's "6 O'Clock DJ")

### Singler
- "Move It" (March 1988) – Stereo MCs and DJ Cesare
- "What is Soul?" (oktober 1988)
- "On 33" (juni 1989)
- "Lyrical Machine" (august 1989)
- "Elevate My Mind" (september 1990) #74 UK #39 US[2]
- "Lost in Music" (March 1991) #46 UK
- "Connected" (September 1992) #18 UK, #20 US, #5 US Modern Rock
- "Step It Up" (November 1992) #12 UK, #58 US, #16 US Modern Rock
- "Ground Level" (februar 1993) #19 UK
- "Creation" (maj 1993) #19 UK
- "Deep Down and Dirty" (2001) #17 UK
- "We Belong in This World Together" (2001) #59 UK
- "Warhead" (2005)
- "Paradise" (2005)
- "Black Gold" (2008)[3][1]
- "Boy" (feat. Jamie Cullum) (2011)